# Inmaculada Concepción (Alhendín)
La Inmaculada Concepción, patrona de Alhendín, es una escultura realizada en 1656 por el escultor Pedro de Mena. Se encuentra presidiendo el altar mayor de la Iglesia Parroquial de la Inmaculada Concepción de Alhendín. Está incluida en el Catálogo General de Arte Español y es considerada una de las mejores obras del barroco granadino.

## Historia
En 1656, la imagen fue trazada y realizada por el escultor Pedro de Mena, en aquellos años un destacado discípulo de Alonso Cano, constituyendo esta imagen quizás su primera obra importante y sin duda una de sus obras maestras.
Terminada la escultura, el artista la depositó en el Convento de los Ángeles de Granada, dónde las monjas determinaron apropiársela, alegando derecho adquiridos por la estancia, depósito y cuidado temporal en su convento. Es por ello, que la Parroquia de Alhendín interpuso un pleito, que perdieron las religiosas, cuando esta presenta ante el tribunal el documento acreditativo del contrato. Ganado el pleito, la imagen fue depositada en la Iglesia de los Hospitalicos de los P.P Agustinos de Granada, donde fue bendecida.
El 26 de noviembre de 1656, la imagen fue trasladada desde los Hospitalicos de Granada, hasta la Iglesia Parroquial de Alhendín, en un solemne traslado donde la imagen fue llevada por cuatro hermanos del Refugio.
Desde 1656, cuando llegó, la imagen se ubica en el camarín del retablo mayor de la iglesia parroquial: una espléndida muestra del barroco español, trazado por los hermanos Churriguera. 
El 24 de octubre de 1948, se le impuso la coronación litúrgica a manos de Monseñor José Fernández Arcoya, prelado doméstico de su Santidad, con la corona con la que actualmente procesiona, obra de Miguel Moreno.
La talla goza de gran devoción desde su llegada a Alhendín, siendo hoy una obra venerada en toda la provincia de Granada y muchos lugares del resto de España.

## Análisis de la obra
La escultura de la Inmaculada Concepción de Alhendín es una imagen de bulto redondo, tallada en madera policromada, terminada por entero dado a su carácter procesional. Mide 1,83 metros de altura. 
Representada de pie, con la cabeza ligeramente mirando hacia la derecha y las manos juntas, en actitud orante, levemente giradas a la izquierda, rompiendo así la frontalidad de este tipo de imágenes. Se apoya sobre los luna en cuarto envuelta por nubes, que exhiben tres niños desnudos que juguetean a su alrededor, uno en el frente y otro en cada costado de la imagen.
Se nos presenta con ojos de cristal y pestañas de pelo natural. Sus cejas se disponen en un arqueo que enmarca la faz, lo que unido a su nariz y tenue boca, le confieren un gran recatamiento. el cabello parte de la cabeza, se nos presenta mojado, y cae de modo ondulado, plegado a ambos lados de la cara a modo de vedeja.
La virgen viste camisón, solo perceptible en las muñecas, bajo las bocamangas de la túnica, que se fija al cuerpo con un cíngulo. El manto que la cubre se recoge sobre el brazo derecho y se ajusta bajo el brazo izquierdo. La decoración de las ropas consiste en la adición por sobre postura de dorados a punta de pincel con picado de lustre de motivos geométricos y florales. 

## Restauraciones
A lo largo de su historia, la imagen de la Inmaculada Concepción de Alhendín ha sido sometida a tres restauraciones:
La primera restauración fue en el XVIII, en la que la imagen se adaptó a las modas de la época. 
La segunda restauración fue en el XX, por Navas Parejo, en la que oscureció el color del manto.
La tercera restauración se llevó a cabo en 1998, por Bárbara Hasbach Lugo, que se encargó de quitar los repintes; corregir algunas zonas de ensamblaje que presentaban desplazamientos de las uniones; reposición de dedos de pies y manos de los niños de la peana. Se intentó recuperar el color original del manto.

## Salidas procesionales
A través del tiempo, la virgen siempre tuvo su hermandad, que junto a la parroquia, se han venido ocupando de organizar y programar sus cultos, fiestas y salidas procesionales. No se puede precisar la época en que se fijó que la virgen saliera procesionalmente cada veinte años, pero esta medida fue tomada, sin duda, para preservar y conservar la escultura, conscientes de su valía irrepetible y su belleza incomparable. Algunas veces salió de manera extraordinaria, para impetrar de Dios el don de la lluvia en tiempos de sequía u otras necesidades, siendo tradición de que siempre se ha obtenido lo solicitado, pero el deseo y la añoranza por ver a la virgen en la calle fue haciendo poco a poco más frecuente la procesión de la imagen. Desde 1974, la imagen sale cada cinco años, celebrándose con este motivo las llamadas “Fiestas Grandes”, efectuando su salida procesional el domingo de la tercera semana de agosto y el lunes siguiente.

## Efemérides
- Finales del siglo XVI: La construcción de la Iglesia Parroquial de la Inmaculada Concepción finaliza, y el retablo de la Inmaculada Concepción finaliza en su fase de talla.
- 1656: Pedro de Mena finaliza la imagen de la Inmaculada Concepción, y esta es trasladada a Alhendín, el 26 de noviembre de este año.
- 1720: El retablo de la Inmaculada Concepción es dorado, y por tanto finalizado en su totalidad.
- 1854: El 8 de diciembre de este año, el Papa Pío IX define dogma de fe al misterio de la Inmaculada Concepción de la Virgen Madre de Dios.
- 1948: El 24 de octubre, la Inmaculada es coronada litúrgicamente por Monseñor José Fernández Arcoya, prelado doméstico de su Santidad.
- 1954: Se declaró el Año Santo Mariano, para conmemorar el centenario del dogma de la Inmaculada Concepción. Con este motivo se convocó una magna concentración en Granada, a la que acudieron los pueblos de la diócesis portando las imágenes de sus patronas. Es por ello que la Inmaculada de Alhendín fue trasladada a Granada para participar en la magna concentración.
- 1956: Al celebrar el III centenario de la llegada de la Inmaculada a la parroquia, las familias de Alhendín se consagraron en un acto de amor filial a la Inmaculada Concepción, su patrona.
- 1974: Se decide que a partir de ese año, la imagen de la Inmaculada Concepción procesione cada 5 años, los años acabados en 4 y los acabados en 9.
- 1987: Con motivo del Año Santo Mariano del Rosario, proclamado por el papa San Juan Pablo II, la Inmaculada Concepción realizó una salida extraordinaria en la mañana del 8 de diciembre.

## Solemne traslado de 1656
Cuando Pedro de Mena finalizó la imagen de la Inmaculada, fue trasladada desde Granada hasta Alhendín en un solemne traslado, que es descrito por un anónimo devoto de la imagen en 1657. El texto dice así:

Solemne traslación de la devota imagen de la Purísima Concepción de la villa de Alhendín, día veinte y seis de noviembre del año pasado de mil seiscientos cincuenta y seis:

Levante al vuelo mi pluma, hasta la esfera más alta, corra cual ave que vuela por España desde la Sierra Morena hasta la Sierra Nevada, y no quede pueblo alguno que ignore o no sepa nada de la soberana fiesta que en adelante se declara.
Era un domingo solemne de noviembre en su mañana, día veintiséis cuando ya Alhendín marchaba a la ciudad de las flores a recoger a su Abogada, que les hiciera un artista de reputación y fama. Llegan al Humilladero y se detienen y reparan a la ciudad haciendo fuego y que continúan las salvas. Marchan la Carrera arriba cruzando calles y plazas, y llegan al Hospital donde el depósito estaba: allí humillan sus banderas y hacen cuerpo de guardia, en tanto que un gran señor con voz muy sonora manda que a la villa de Alhendín la Imagen sea entregada. Ya principian a reunirse y a prisa tocan las cajas para que todo esté listo y en nada se vea tardanza. Los gigantes van delante y también van las gitanas, y una danza del Sagrario, con otras de las gitanas, haciendo mil cabriolas con el pandero y sonajas, vestidas a lo gitano y a lo gitano bailan; y los demás caballeros alzan pendones y hachas, y sale una procesión como las que hace Granada. D. Alonso Bocanegra el estandarte llevaba; cuatro Hermanos del Refugio de sangre calificada llevan a Nuestra Señora y en sus hombros levantan; salen a Plaza Nueva y su Ilustrísima estaba de pechos en el balcón asomado en su ventana; nos echó su bendición a cuantos en ella estaban, y con ella nos concede sus indulgencias y gracias. En medio del Zacatín dos sobremesas estaban muy abundantes de cera en candeleras de plata; más abajo los plateros por la una y por la otra banda cada cual de ellos tenía en sus manos una hacha encendida porque dicen que viene la Inmaculada. Luego un capitán famoso salió a la de Bibarrambla haciendo mil cortesías a balcones y ventanas; todos le daban el vítor todos el vítor daban, y es tanto el fuego y el humo que por la ciudad andaba que a la de Troya parece, en fin porque se quemaba.
Muchos sabios y discretos decían y porfiaban, unos que fue aparecida, otros del Cielo bajada; o que Pedro subió al Cielo a la celestial morada, o que Dios le dijo a Mena he aquí mi madre amada: mírala bien con exceso y su hermosura retrata porque quiero que Alhendín goce una prenda tan alta. Con estos favores y otros llegan a la Puerta Real llegaban por la que Filipo hizo una noche su entrada, que si de noche entró un Rey de día una Reina salga, la que es Reina de los Cielos María llena de gracia.
Larga como es la Carrera toda está bien ocupada; discurro en mí que no había donde echar una avellana. El castillo de Bib-taubin sus fuertes tiros disparaba y le responde Bermeja y otras torres de la Alhambra; y como es fuerza que viste esta Peregrina Santa todos los templos e iglesias que hay en la bella Granada, llegan a la de la Virgen de las Angustias llamada; allí se detienen poco por ser hora avanzada...Se bajan por el Violón y allí los pájaros cantan a la bella Peregrina que por la alameda pasa. Ya llegaron a la ermita de San Sebastián llamada y vuelto el rostro la Virgen se despide de Granada. Todos se quedan llorando diciendo, ¡Virgen sagrada! ¿Cómo os vais y os dejáis la ciudad desconsolada? Pues con Vos estaba contenta y ahora triste se halla; pero la procesión sigue porque es preciso que vaya la idolatrada Patrona a donde está destinada. Ya repican en Armilla todo el pueblo se juntaba y alegres ofrecían mesa buena y mano franca; pero fuerza fue despedirse y darles cumplidas gracias, porque el Sol, hermoso Apolo se va a poner sin tardanza. A la mitad de los Llanos Ogijar el doble estaba y dos altares tenía en respectivas distancias, muy abundante de cera y el todo con elegancia; pues son pueblos muy devotos a María Inmaculada. Llegaron al río Diíar y se apartaron las aguas que suelen correr soberbias y ahora se muestran bien mansas. Más allá, en la Cruz de piedra la Villa de Otura estaba en orden de procesión que a todos edificaba: juntaron las procesiones porque convienen juntarlas; pues todos son de una pila y como hermanos se tratan.
De noche llegó la Virgen, se repican las campanas, lo que dicen las campanas lo diré sin faltar nada. Dicen: Que viva la Virgen, La Pura e Inmaculada que eligieron por Patrona Protectora y Abogada; y que viva aquel artista a quien Dios le dio su gracia para que hiciese una Imagen tan perfecta y acabada.
Todos quedan muy contentos y a Dios le dan muchas gracias porque tienen en la Iglesia lo que tanto deseaban. La relación queda hecha, solo faltan dos palabras y son decirle al lector que me perdone las faltas; pues yo no aprendí a hacer versos ni entiendo de reglas ni nada: solo que mi buen deseo y amor a la Inmaculada me inspiraron las ideas para escribir estas cuartas, a fin de dejar recuerdo de una procesión tan santa; pues lo que no queda escrito el tiempo lo borra y calla.

Que la Purísima Virgen sea bendita y alabada y que esta Señora nos lleve a la Celestial morada. - Amén

## Patrimonio
-Ráfaga de rayos: Simula una nube de plata formando arco y enmarcando a la imagen de la Virgen por la espalda, de la que salen rayos dorados, formando una aureola de exaltación.
-Corona de Coronación Litúrgica: obra de D. Miguel Moreno en el año 1948, de plata de ley sobredorada con ráfaga y estrellas. Es la que la imagen usa en las solemnidades más importantes.
-Corona de plata repujada: decorada con piedrecitas preciosas y rematada en una cruz, siglo XVIII.
-Corona rocalla: anónima del siglo XVIII, de plata de ley adornada con piedrecitas preciosas.
-Dos portapaces de plata: realizados en plata de ley, estilo plateresco, uno con la imagen de la Inmaculada y otro con la del Resucitado.
-Paso procesional: realizado en el siglo XX. Los candelabros realizados en 2019 obra de Cecilio Reyes, vienen a sustituir los antiguos del siglo XX. 

## Salve de los segadores
La Salve de los Segadores, es una Salve dedicada a la Inmaculada Concepción de Alhendín, que durante siglos los segadores de Alhendín cantaban al iniciar la faena de la  siega al alba y al terminar el día  al ocaso, así como  al final de la  temporada de siega cuando regresaban al pueblo después de varias semanas ausentes. Lo hacían en la puerta de la iglesia, donde acudía todo el pueblo a recibirles y a escuchar la salve. La última vez que lo hicieron fue al terminar la siega del el año 1934. 

Fue en el año 2019, cuando la Agrupación Musical de Cuerda y Coro Montevive de Alhendín recuperó la partitura  compuesta por D. Rogelio Gil en la que recoge la tonalidad y la letra de la salve recogida en un libro de José Codina; y de esta manera, se recuperó esta tradición tan antigua del pueblo.